# Рольдос Агилера, Хайме
Ха́йме Рольдо́с Агиле́ра (исп. Jaime Roldós Aguilera; 5 ноября 1940, Гуаякиль — 24 мая 1981, горы Уайрапунга, Эквадор) — президент Эквадора с 10 августа 1979 по 24 мая 1981 года.
Во время своего президентства был известен своим пристальным вниманием к вопросу соблюдения прав человека. Его смерть в авиакатастрофе породила обвинения в том, что он оказался жертвой тайного заговора. Эквадорская партия рольдосистов, основанная популистом Абдалой Букарамом, была названа в его честь.

## Ранние годы
Родился третьим из трёх братьев. Принадлежал к одной из эквадорских ветвей семьи каталонского происхождения. Его семья обосновалась в стране в 1875 году, когда дед будущего президента,  Хайме Рольдос Балета (1861—1927), прибыл в порт Гуаякиль.
Закончил Национальный колледж «Висенте Рокафуэрте» в Гуаякиле, где получил Гран-при колледжа и звание лучшего выпускника. Рано увлёкся общественной деятельностью, будучи избранным президентом Федерации учащихся средних школ. Изучая юриспруденцию и социальные науки в Университете Гуаякиля, был избран президентом Федерации студентов университетов Эквадора (FEUE).

## Политическая карьера
Избирался депутатом парламента с 1967. Входил в состав комиссии, созванной военными властями в период 1978—1979 для реформирования конституции 1945 года.
Увидев по опросам большую вероятность победы видного деятеля оппозиции Асада Букарама, правящая военная хунта дополнила Закон о выборах специальной статьёй, запретившей ему баллотироваться  статью в Закон о выборах, в которой Букараму запрещалось баллотироваться на пост президента (также как и бывшим президентам страны Карлосу Аросемене и Хосе Веласко Ибарре).
Учитывая это обстоятельство, Х. Рольдос был выдвинут на пост президента и мэра Гуаякиля Объединением народных сил под лозунгом «Президент — Рольдос, Букарам — у власти» (на пост вице-президента был выдвинут Освальдо Уртадо).
16 июля 1978 года в 1-м туре за него проголосовало 27,7 % голосов против 23,86 % за консервативного кандидата, христианского социалиста Сиксто Дюран-Бальена. Во втором туре выборов, состоявшемся через 6 месяцев после первого тура, 29 апреля 1979 (из-за попыток правящих военных обеспечить победу кандидата правых сил), Х. Рольдос получил более миллиона голосов (68,49 %).

## Президентство
После победы в 1979 году на выборах он подписал указы о сокращении рабочей недели до 40 часов, а также об удвоении МРОТ (до 4000 сукре в месяц, 160 американских долларов по курсу того времени). 8 марта 1980 года он учредил Национальный план развития. 15 апреля 1980 года он создал Комитет руководителей для поиска решений в борьбе за власть с Национальным конгрессом, который возглавил его бывший наставник Асад Букарам.
Он назвал 1981 год «годом развития» (el año del avance). В конце января и начале февраля 1981 года произошло военное противостояние с Перу в горах Кордильера-дель-Кондор из-за издавна спорной территории. Столкновения произошли в районах Пакиша, Майайсу и Мачинаса. С мастерством дипломата он вышел из территориального спора в Организации американских государств (в 1995 году столкновения повторились).
Наиболее важное достижение — победа политики Рольдоса было в поддержку прав человека в эпоху, когда в большинстве стран Латинской Америки действовали военные диктатуры. В сентябре 1980 года Рольдос встретился с демократически избранными президентами в странах Андского региона (Венесуэла, Колумбия, Перу) и предложил подписать Хартию поведения, в которой были бы обозначены принципы всеобщей справедливости и прав человека, а также признание приоритета за правами человека над принципом невмешательства.
Американские консерваторы критиковали его политику, называя её лишь предлогом для вмешательства Советского Союза в регион, особенно в Центральную Америку. Они осуждали «доктрину Рольдоса», как и независимую политику президента Панамы Омара Торрихоса, который также погиб в авиакатастрофе несколько месяцев спустя. В результате победы Рональда Рейгана на президентских выборах 4 ноября 1980 года у консерваторов появилась возможность давления на правительство Рольдоса, что усилило международную напряженность. В январе 1981 года Агилера Рольдос отказался от приглашения на инаугурацию президента Рейгана из-за своего несогласия с поддержкой последним латиноамериканских режимов, нарушающих права человека. Рольдос также укрепил свои отношения с сандистским правительством в Никарагуа и Революционно-Демократическим фронтом, который противостоял военной диктатуре в Сальвадоре.

## Гибель
24 мая 1981 года самолёт с Рольдосом на борту разбился в горах Уайрапунго («ворота ветров» в кечуа) в провинции Лоха. Погибли все пассажиры: жена Рольдоса Марта Букарам, министр обороны Марко Субиа Мартинес с женой, двое военных офицеров и пятеро других их спутников.
Самолет покинул Кито вскоре после гражданской и военной церемонии на Олимпийском стадионе Атауальпа, где были награждены участники войны Пакиша. Его назначением был приграничный город Макара, где президент планировал пересесть на вертолёт, который должен был перевезти его в соседнюю деревню Сапотильо, где планировалось участие в другой церемонии. Он должен был вернуться в Кито в тот же день, на торжественное заседание совета провинции Пичинча.
За несколько минут до приземления и по траектории спуска к взлетно-посадочной полосе Макара, до которой оставалось около 60 километров, президентский самолет врезался в каменистый гребень холма Уайрапунго. Вертолет, ожидавший в Макаре президента, взлетел в его поисках и обнаружил остатки самолета.
В государственных похоронах приняли участие тысячи людей и многие латиноамериканские президенты.

## Расследования обстоятельств гибели
Обстоятельства и причины пожара не были окончательно выяснены. Автор и социальный активист Джон Перкинс в своей книге «Исповедь экономического убийцы» высказал версию, что Х. Рольдос был убит, поскольку его план реорганизации нефтегазовой отрасли Эквадора поставил под угрозу интересы США.
Эта версия присутствовала с самого начала расследования, а также была опубликована в других книгах и документах. Она связывает трагедию со смертью в том же году отличавшегося резкими антиамериканскими взглядами перуанского генерала Рафаэля Ойоса Рубио, который командовал перуанскими вооруженными силами в «войне Пакиша» между Перу и Эквадором в начале того же года, и многолетнего панамского лидера генерала Омара Торрихоса Эрреры (также добивавшегося максимальной экономической и политической независимости страны от США) в аналогичных обстоятельствах.
Эквадорский журналист Хайме Галарза Савала утверждает об участии Вооруженных сил и что президентский самолет был сбит ракетой, выпущенной эквадорским военным самолетом. В подтверждение указывает, что военные знали об операции заранее, потому что в районе катастрофы уже были патрули, готовые забрать останки самолета президента. Он утверждает, что военные действовали таким образом под давлением Израиля, поскольку Рольдос не хотел санкционировать покупку партии боевых самолетов IAI Kfir. Однако против этой версии говорит то, что президент Рольдос санкционировал покупку этих самолетов 21 мая, за три дня до смерти.
Сторонники версии о террористическом акте указывают, что люди, которые утверждали, что видели, как самолет взорвался в воздухе, а не в результате удара, погибли при загадочных обстоятельствах или исчезли. Они также утверждают, что офицеры ВВС, которые знали подробности полёта в тот день, также погибли при неясных обстоятельствах.
Преемник Рольдоса на посту президента Освальдо Уртадо Ларреа придерживается мнения о случайности катастрофы.
Комиссия по расследованию авиационных происшествий эквадорских ВВС возложила ответственность на ошибку пилота, который подвергся чрезмерной рабочей нагрузке. Пилот самолета был также адъютантом президента, и всё утро рокового дня стоял на церемонии на Олимпийском стадионе. Комиссия посчитала, что он слишком рано начал спуск на аэродром и проложил опасный маршрут, чтобы не попасть в перуанское воздушное пространство из-за напряжённых отношений Эквадора с этой страной.
Парламентская комиссия во главе с бывшим президентом страны Отто Аросеменой, которая была сформирована спустя несколько месяцев по настоянию политических кругов, связанных с президентом и родственников жертв, выявила противоречия и несоответствия в докладе предыдущей комиссии, но не смогла сделать окончательных выводов.
В ходе расследования парламентская комиссия обратилась с просьбой о проведении экспертизы в Департамент по расследованию авиационных происшествий полиции Цюриха, который в 1982 году установил, что двигатели корабля на момент аварии были бездействующими. Эта экспертиза, которая противоречила докладу ВВС, не получила дальнейшего развития со стороны правительства или прокуратуры Эквадора; другие технические экспертизы были невозможны из-за того, что данный самолет был приобретен ВВС для конкретной функции «президентского самолета» с военным номерным знаком, поэтому у него не было регистратора параметров полета и диктофона кабины, известного как «чёрный ящик».

## Семья
В 1962 году женился на эквадорском юристе и феминистке Марте Букарам Ортис, ливанке по отцовской линии. В семье было трое детей: Марта Рольдос Букарам, Диана Рольдос Букарам и Сантьяго Рольдос Букарам (стал журналистом и драматургом).

### Дополнительная информация
Брат Леон был назначен парламентом вице-президентом Эквадора при президенте Освальдо Уртадо Ларреа (1981—1984 годы), а позже выдвигался на пост президента в 1992, 2002 и 2006 годах.
Брат жены Х. Рольдоса Абдала Букарам основал Эквадорскую Рольдосистскую партию (ЭРП) (существовала в 1983—2014 годах), придерживающуюся популистских взглядов и был президентом Эквадора в 1996—1997 годах.
Дочь Марта Рольдос посвятила себя экономике и политике, была депутатом парламента и в 2009 году выдвигалась кандидатом на пост президента Эквадора. Она же заявляла, что ЭРП — «это партия, которая развращает все идеалы, которые поддерживал отец».